# Ölziit, Dundgovi
Ölziit (tiếng Mông Cổ: Өлзийт) là một sum của tỉnh Dundgovi ở Mông Cổ. Vào năm 2007, dân số của sum là 2.690 người.

## Địa lý
Sum có diện tích khoảng 15.421 km2. Trung tâm sum, Rashaant, nằm cách tỉnh lỵ Mandalgovi 98 km và thủ đô Ulaanbaatar 350 km.

### Khí hậu
Ölziit có khí hậu hoang mạc. Nhiệt độ trung bình hàng năm trong khu vực là 8 °C. Tháng ấm nhất là tháng 7, khi nhiệt độ trung bình là 30 °C và lạnh nhất là tháng 1, với −16 °C. Lượng mưa trung bình hàng năm là 160 mm. Tháng ẩm ướt nhất là tháng 7, với lượng mưa trung bình là 52 mm, và khô nhất là tháng 2, với 2 mm.

## Kinh tế
Sum có một trường học, bệnh viện và khu dịch vụ.